# Округ Стил (Северна Дакота)
Округ Стил (енгл. Steele County) је округ у америчкој савезној држави Северна Дакота.

## Демографија
По попису из 2010. године број становника је 1.975, што је 283 (-12,5%) становника мање него 2000. године.
| Група             | 2000.         | 2010.         |
| Белци             | 2.220 (98,3%) | 1.916 (97,0%) |
| Афроамериканци    | 1 (0,0%)      | 3 (0,2%)      |
| Азијати           | 1 (0,0%)      | 2 (0,1%)      |
| Хиспаноамериканци | 4 (0,2%)      | 20 (1,0%)     |
| Укупно            | 2.258         | 1.975         |